# Organismul ONU pentru Supravegherea Armistițiilor
Organismul ONU pentru Supravegherea Armistițiilor (în engleză United Nations Truce Supervision Organization), abreviat ONUST sau UNTSO, este o organizație înființată la 29 mai 1948 de către Organizația Națiunilor Unite cu scopul menținerea păcii în Orientul Mijlociu.